# Chromosom telocentryczny
Chromosom telocentryczny – rodzaj chromosomu jednoramiennego, w którym centromer położony jest na końcu chromosomu.